# РТ-15
РТ-15 (натовско наименование SS-14 Scamp/Scapegoat, по ГРАУ 8К96) е съветска балистична ракета със среден обсег. Одобрение за разработването ѝ е получено на 4 април 1961. Работата по проекта е оглавена от П. Тюрин, а самата ракета се базира на първата и втората степен на РТ-2. През 1965 са проведени първите изпитания, а официалното представяне е на парад в Москва през ноември 1967. Успешните тестове продължават до 1969 година, когато правителството отказва да даде зелена светлина за разполагане на РТ-15. Произведени са около 30 ракети, и всички са били разположени в Централна Азия.